# الجامعة التونسية لأنشطة السياحة البحرية
الجامعة التونسية لأنشطة السياحة البحرية (بالفرنسية: Fédération Tunisienne des Activités du Tourisme Nautique)‏ هي جامعة رياضية تونسية، تشرف على رياضة السياحة البحرية في تونس.

## الأهداف
تهدف الجامعة إلى:
- تنظيم وتطوير ومراقبة ممارسة رياضة السياحة البحرية بمختلف أشكالها على التراب التونسي.
- إدارة وتنسيق أنشطة الجمعيات التي تضم الأعضاء الممارسين لرياضة السياحة البحرية بمختلف أشكالها.
- الدفاع عن مصالح رياضة السياحة البحرية في تونس.

## المسيرون
- الرئيس : بلقاسم الوشتاتي

## مقالات ذات صلة
- سياحة

## وصلة خارجية
- الموقع الرسمي للجامعة التونسية لأنشطة السياحة البحرية.